# Nia Sedamain
Nia Sedamain lub Nia Segamain („Niezwykłych Bogactw”) – legendarny zwierzchni król Irlandii z dynastii Milezjan (linia Emera) w latach 125-118 p.n.e. Syn Adamaira Foltchaoina („o Delikatnych Włosach”), zwierzchniego króla Irlandii.
Objął, według średniowiecznej irlandzkiej legendy i historycznej tradycji, władzę po pokonaniu i zabiciu swego poprzednika, Conalla I Collamracha, w bitwie. Otrzymał przydomek „Seaghamain” z powodu swych bogactw, daleko przewyższających wszystkich innych mieszkańców. Uzyskał je dzięki dzikim łaniom, które przychodziły i dawały uprzejmie mleko, tak jak krowy, dzięki magii matki Fliodhais. Rządził nad Irlandią przez siedem lat, gdy zginął z ręki Enny Aignecha („o Doskonałej Gościnności”) z milezjańskiej linii Eremona. Pozostawił po sobie syna Innatmara, przyszłego zwierzchniego króla Irlandii.